# Arthur Stern
Arthur Stern (ur. 20 czerwca 1879 w Żorach, zm. 1973) – niemiecko-izraelski lekarz neurolog.

## Życiorys
Dzieciństwo spędził w Królewskiej Hucie (dziś Chorzów), gdzie jego ojciec Josef był radcą miejskim. Jego dziadkiem był Abraham Stern. Rodzina jego matki Huldy z domu Boehm pochodziła z Brzegu. Studiował medycynę na Uniwersytecie we Fryburgu, Uniwersytecie Fryderyka Wilhelma w Berlinie i Uniwersytecie w Monachium. Tytuł doktora medycyny otrzymał w 1903 roku. Od 1907 był asystentem w berlińskiej poliklinice Hermanna Oppenheima. Prowadził praktykę neurologiczną w Berlinie, w 1939 roku emigrował do Palestyny. Po wojnie konsultant w Szpitalu Bikur Cholim w Jerozolimie i dyrektor zakładu dla chorych umysłowo w Giwat Szaul.
W 1919 roku ożenił się z Else Wertheim, mieli dwójkę dzieci: Hannę i Liesel.
Autor autobiograficznej książki In bewegter Zeit.

## Wybrane prace
- Stammtafel der Familie Abraham Stern. Jerusalem 1961
- Die genetische Tragödie der Familie Theodor Herzl: eine soziologisch-psychiatrische Studie. David Yellin-Loge, 1965
- In bewegter Zeit. Erinnerungen u. Gedanken eines jüdischen Nervenarztes. R. Mass, 1968
- Arthur Stern, Harry Zohn: Stefan Zweig und sein Freitod: eine psychologische-psychiatrische Betrachtung. Internationale Stefan Zweig Gesellschaft, 1968